# Миксер
Ми́ксер (англ. mixer — «мешалка» от др.-греч. μῖξις — «смешение, смесь») — устройство для приготовления пищи методом перемешивания её компонентов до создания однородной массы и обогащения взбиваемой жидкости воздухом. Миксером взбивают и замешивают яйца, сливки, коктейли, мусс, омлет, тесто, пюре, соусы и другие продукты.
Миксер не следует путать с блендером, который предназначен не для взбивания, а для измельчения и оснащён вместо венчиков-взбивателей лопастными ножами. Вместе с тем большинство современных моделей ручных миксеров снабжается дополнительно насадкой-блендером (как и обратное, у ручных блендеров могут быть в комплекте сменные насадки-венчики), а также крюками для замеса густого теста, иногда — насадками для нарезки и шинковки овощей и фруктов, кофемолкой и т. д.

## Ручной миксер

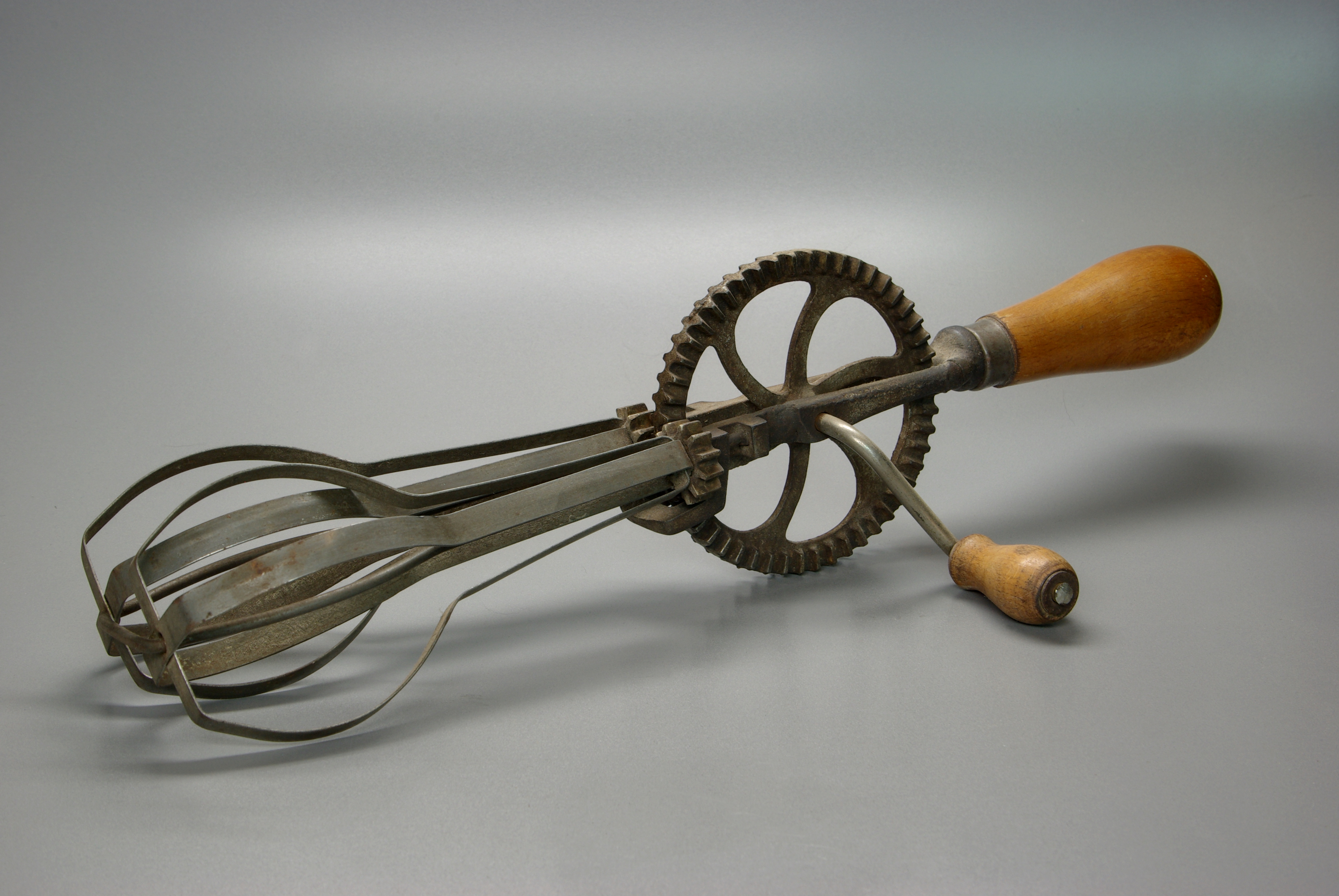
Механический ручной миксер

Ручной миксер (электрический) представляет собой компактный электрический прибор, приспособленный для удержания одной рукой. Корпус миксера обычно выполняется из пластмассы, внутри него расположен электродвигатель (УКД) с редуктором, который приводит в движение два венчика-взбивателя, расположенных так, что при вращении их лопасти движутся по пересекающимся траекториям. Миксер, как правило, имеет несколько возможных скоростей вращения двигателя, либо плавную регулировку.
Также существуют ручные миксеры (механические), приводимые в действие вращением ручки. В основном выпускались до широкого распространения электрических ручных миксеров.

## Стационарный миксер

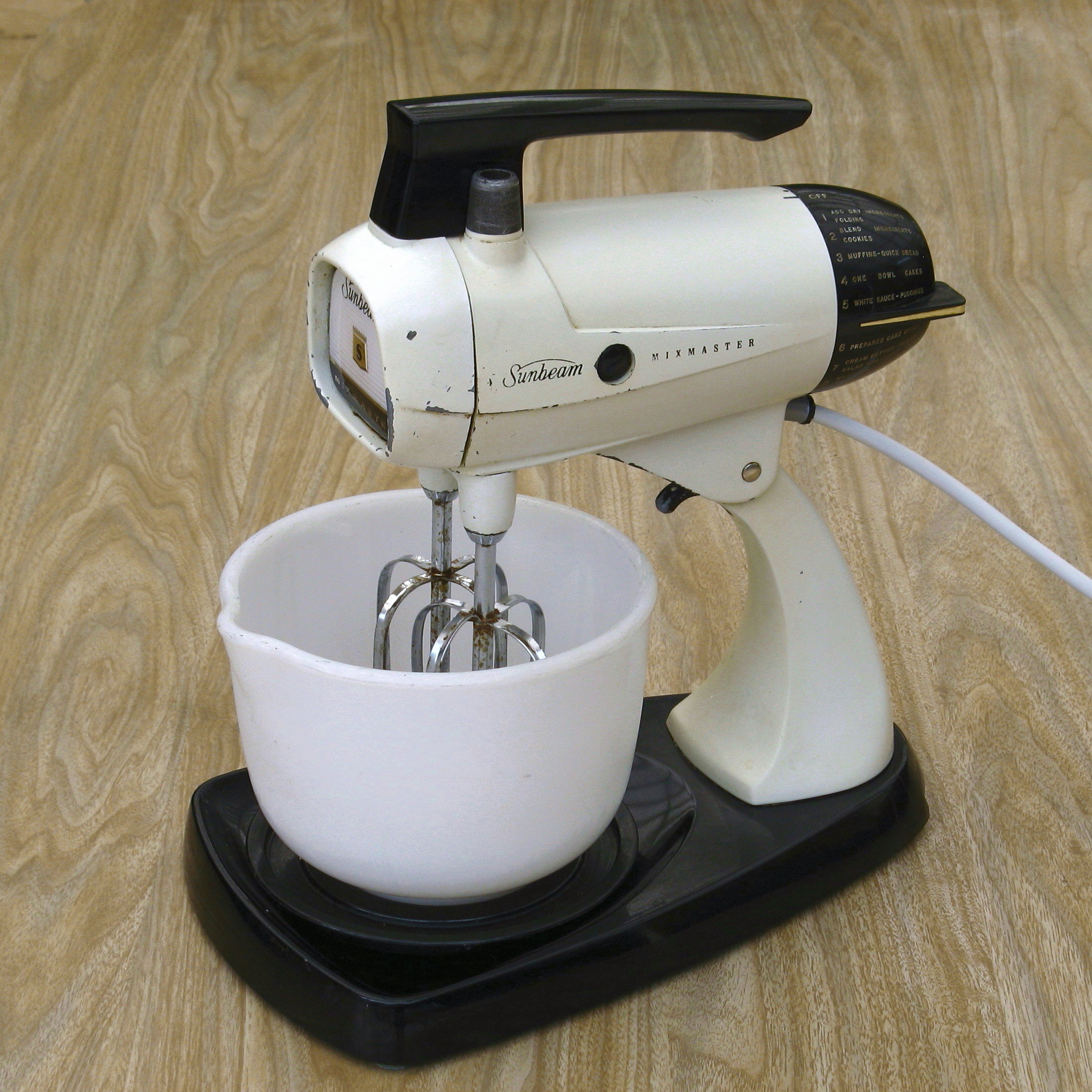
Стационарный бытовой настольный миксер

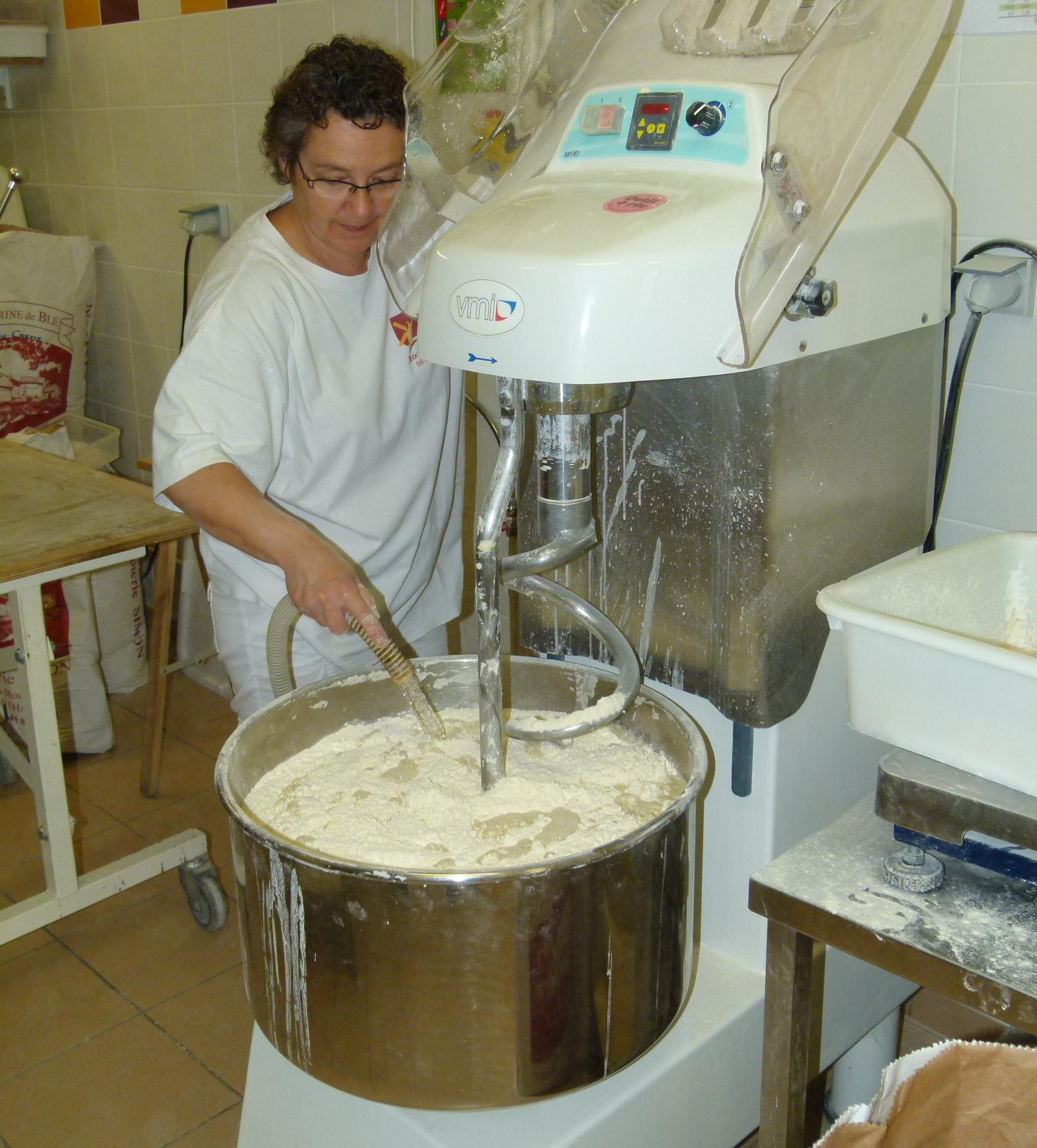
Профессиональный миксер

Планетарный миксер

Стационарный бытовой миксер имеет основание с чашей, над которой устанавливается откидная или съёмная конструкция, аналогичная ручному миксеру (в некоторых моделях она неподвижна, а чаша поднимается с помощью рычага). Некоторые модели стационарных миксеров могут отсоединяться от подставки и использоваться как ручные. Ось вращения насадок смещена относительно центра чаши, а равномерное перемешивание содержимого чаши достигается путём её вращения или дополнительного вращения насадок относительно центра чаши.
Стационарные миксеры, у которых вращается не только сама насадка, но и её привод, называются планетарными миксерами. Насадка вращается в одну сторону, а привод — в другую. Таким образом, осуществляется полноценное перемешивание теста, исключающее образование комочков муки.
Название «планетарный миксер» официально принадлежит компании KitchenAid, которая запатентовала его ещё в начале XX века. В дальнейшем данное название стало применяться ко всем бытовым миксерам с планетарным механизмом перемешивания (с изменяющимся углами наклона венчика во время перемешивания).

## Миксер для молочных коктейлей

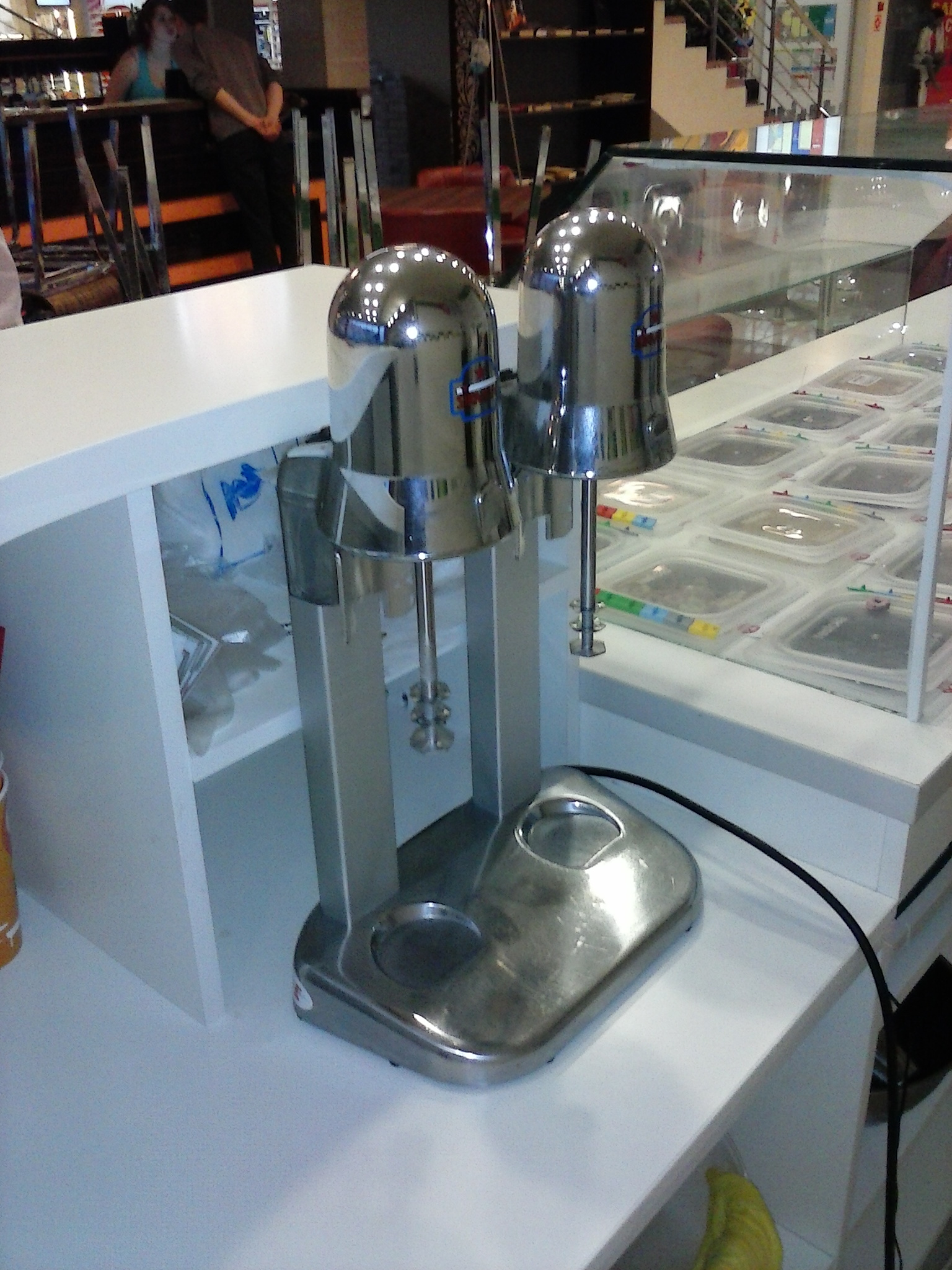
Двухпостовый миксер для молочных коктейлей

Миксер для молочных коктейлей представляет собой стационарное устройство для взбивания молочных коктейлей на предприятиях общественного питания (кафе, бары, коктейльные ларьки). Является профессиональным барным оборудованием. Отличительные особенности:
- Основа корпуса миксера — стойка, на которой сверху закреплён электромотор со шпинделем, направленным вниз;
- На конце шпинделя находятся один или два венчика в виде небольших кружков-звёздочек;
- Скорость вращения шпинделя 10000—15000 оборотов в минуту;
- Объём стакана для коктейля 0,5—1 л.